# Peter Iwers
Peter Iwers (ur. 15 maja 1975 w Sztokholmie) – szwedzki basista, znany przede wszystkim z występów w zespole In Flames, którego był członkiem w latach 1997-2016. Zanim dołączył do In Flames grał w grupie Chameleon. 
Duży wpływ na styl gry Petera miał basista grupy Toto, Mike Porcaro, również Geddy Lee z Rush oraz John Myung z zespołu Dream Theater.
Jest rozwiedziony, ma dwie córki. Jego brat Anders również jest basistą, gra w grupie Tiamat. Poza działalnością artystyczną, wraz z Björnem Gelotte od 2011 prowadzi restaurację pod nazwą "2112" w Göteborgu. Nazwa lokalu pochodzi od tytułu płyty zespołu Rush - 2112.

## Sprzęt
Peter używa sprzętu od ESP, Ibanez, Washburn, Peavey, Spector i Ampeg. Gra na zwykłych 5- lub 6-strunowych gitarach basowych.